# فينسنت باتل
فينسنت مارتن باتل ( Vincent Martin Battle مواليد 1940) سفير الولايات المتحدة إلى لبنان من 13 أغسطس 2001 إلى 16 أغسطس، 2004. وُلد في نيو جيرسي، حصل على درجة البكالوريوس من جامعة جورج تاون (1967)، والدكتوراه من جامعة كولومبيا (1974). وهو يتحدث العربية.

## في السلك الدبلوماسي
انضم السفير باتل إلى الخدمة الخارجية في عام 1977. وقبل التحاقه بوزارة الخارجية، عمل في أوغندا لمدة 10 سنوات، وكذلك في باكستان وليبيا. بعد الانتهاء من التدريب، بدأ مسيرته كقنصل في المنامة في البحرين ما بين العام 1977 إلى 1979.

وتابع مع مكتب شؤون الشرق الأدنى، كموظف قنصلي في دمشق في سوريا 1980-1983، ثم خدم كمسؤول الدائرة السياسية في سفارة أمريكا في مسقط، عمان من عام 1983 إلى عام 1985. 

من عام 1985 إلى عام 1988، عمل في القسم القنصلي في هايتي. 

في عام 1989، عاد إلى الشرق الأوسط كرئيس للقسم القنصلي في القاهرة 1989-1991. 

ثم نائبا لرئيس البعثة في بيروت، في الفترة من 1991 إلى 1994. 

ثم عاد إلى واشنطن، في العام 1994. 

و لأنه على دراية جيدة بشؤون الشرق الأوسط، طُلب منه الانضمام إلى السفارة في القاهرة نائبا لرئيس البعثة حيث عمل من عام 1996 إلى عام 1999.

وبعدها عاد إلى لبنان كسفير الولايات المتحدة إلى لبنان من 13 أغسطس 2001 إلى 16 أغسطس، 2004.